# Vaejovis islaserrano
Espèce
Vaejovis islaserrano est une espèce de scorpions de la famille des Vaejovidae.

## Distribution
Cette espèce est endémique du Sonora au Mexique. Elle se rencontre vers Cananea dans les sierras La Mariquita et La Elenita.

## Description

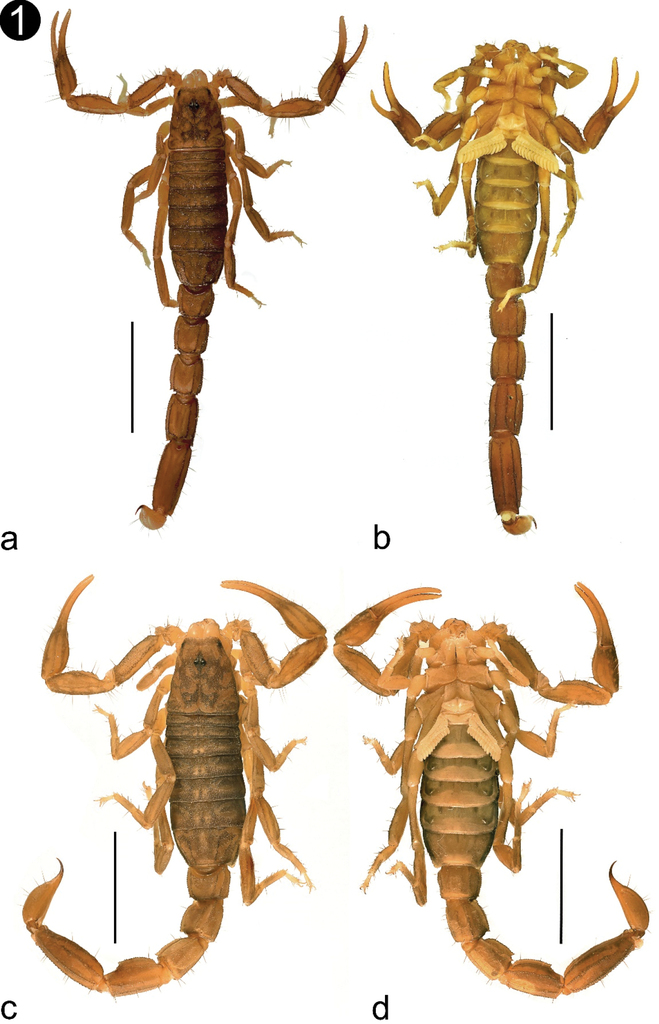
Vaejovis islaserrano ab ♂ cd ♀

Le mâle holotype mesure 19,5 mm, les mâles mesurent de 18,3 à 20,3 mm et les femelles de 20,3 à 24,1 mm.

## Publication originale
- Barrales-Alcalá, Francke, Van Devender & Contreras-Félix, 2018 : « A new Sky Island species of Vaejovis C. L. Koch, 1836 from Sonora, Mexico (Scorpiones, Vaejovidae). » ZooKeys, no 760, p. 37–53 (texte intégral).